# Кельбедина, Капитолина Михайловна
Капитоли́на Миха́йловна Кельбе́дина (18 октября 1893, Царевококшайск, Казанская губерния, Российская империя — 19 ноября 1967, Йошкар-Ола, Марийская АССР, РСФСР, СССР) — русский советский государственный деятель, деятель образования и просвещения. Депутат Верховного Совета СССР I созыва (1937—1946). Директор средней мужской школы № 7 (1942—1943) (ныне — гимназия № 4 имени А. С. Пушкина г. Йошкар-Олы) и средней школы № 9 г. Йошкар-Олы (1943—1949). Кавалер ордена Ленина (1949). Член ВКП(б) с 1939 года.

## Биография
Родилась 18 октября 1893 года в г. Царевококшайске Казанской губернии (ныне — г. Йошкар-Ола Марий Эл).
В 1906—1911 годах училась в Царевококшайской женской гимназии.
С 1913 года — учитель в школах дд. Нижний Азъял (ныне — Волжский район Марий Эл), Юшково, Ежово (ныне — в Медведевском районе Марий Эл), Кожино, Вараксино, Жуково (ныне — в составе г. Йошкар-Олы) Царевококшайского уезда Казанской губернии.
В 1938—1939 годах — заместитель наркома просвещения Марийской АССР. С 1942 года — директор школы № 7 (ныне — гимназия № 4 имени А. С. Пушкина), с 1943 года — директор школы № 9 г. Йошкар-Олы. 
В 1937—1946 годах избиралась депутатом Верховного Совета СССР I созыва.
За вклад в развитие народного образования и просвещения в Марийском крае награждена орденом Ленина и медалями.

## Признание
- Орден Ленина (1949)[1][2]
- Медаль «За доблестный труд в Великой Отечественной войне 1941—1945 гг.»